# Fysik A
Fysik A var en 150-poängskurs på gymnasieskolan och Komvux i Sverige. Kursen var ett obligatoriskt karaktärsämne på  Naturvetenskapsprogrammet  och Teknikprogrammet. Kursen är ersatt av Fysik 1.

## Innehåll[1]
- Mätningar och mätvärden
- Krafter, jämvikt och tryck
- Energi
- Laddningar och fält
- Spänning, ström och effekt
- Termodynamik
- Linjebunden rörelse
- Kraft och rörelse
- Atom och kärnfysik
- Modern fysik
- Universums utveckling